# Dolichoderus explicans
Dolichoderus explicans é uma espécie de formiga do gênero Dolichoderus.